# Клоков, Александр Павлович
Александр Павлович Клоков (род. 1952) — советский и российский режиссёр театра. Народный артист России (2003).

## Биография
Родился 19 января 1952 года в городе Истра Московской области в семье служащих.
Окончил Музыкальное училище при Московской консерватории имени П. И. Чайковского по специальности хоровое дирижирование (1972) и Государственный институт театрального искусства имени А. В. Луначарского (курс Марии Кнебель) в 1977 году.
В 1976-м приступил к работе в качестве режиссёра-постановщика в Казанском русском театре юного зрителя. Спектакль постановки Клокова «Оборотень» в 1978 году был удостоен Диплома I степени на Всероссийском фестивале национальной драматургии в городе Горький. В 1980 году покинул Казань, перебравшись в кировский ТЮЗ, где занял пост главного режиссёра. С 2001 года также исполнял обязанности худрука.
С 2004 года живёт и работает в Москве. Занимается преподавательской деятельностью во ВГИКе (доцент кафедры режиссуры неигрового фильма), Школе-студии МХАТ и Институте современного искусства (ИСИ).

## Избранные режиссёрские работы
- 1980: «Любовь, джаз и черт»
- 1987: «Разбойники»
- 1988: «Эквус»
- 1989: «Мольер»
- 1993: «Сторож»
- 1994: «Гамлет»
- 1995: «Женитьба»
- 1996: «Маленькие трагедии»
- 1997: в «Дон Кихот»
- 1998: «Газета „Русский инвалид“ за 18 июля…»[4]
- 2000: «Над пропастью во ржи»
- 2001: «Сирано де Бержерак»
- 2002: «Ромео и Джульетта»
- 2003: «Дядя Ваня»
- 2004: «Орфей и Эвридика»
- 2006: «Свидание в предмеместье» (Тульский академический театр драмы)[5]
- 2006: «Утиная охота»

## Награды и признание
- Заслуженный деятель искусств РСФСР (24 сентября 1991)
- Народный артист России (22 февраля 2003)